# Nastja Galič
Nastja Galič, slovenska karateistka, * 26. januar 1997, Brežice
Je članica Karate kluba Brežice. Obiskovala je Gimnazijo Brežice.

## Nagrade in priznanja
- Športnica leta 2018 v Občini Brežice[2]

## Dosežki
- 53. evropsko prvenstvo za člane v Novem Sadu (10. maj 2018) - kata za ženske - 9. mesto[4]

- 21. balkansko prvenstvo za člane v Čačku (25.–27. april 2019) - kata za ženske - 5. mesto[5]